# 香桃木属
香桃木屬（学名：Myrtus），常绿灌木，属桃金娘科。
在希腊神话中，香桃木被尊为爱神阿芙洛狄蒂的圣花。由此而来，希腊古时的新娘们都喜欢佩戴香桃木花叶编织的婚冠。

## 形态
- 香桃木的果序标本
- 香桃木盛开的花
- 香桃木的花与苞